# Centrale Hemweg
De Centrale Hemweg is een elektriciteitscentrale van Vattenfall aan de Nieuwe Hemweg in de Nederlandse stad Amsterdam. De elektriciteitscentrale werd gebouwd voor het GEB Amsterdam en wekte bij de ingebruikname in 1952 de elektriciteit op met steenkool. Eind 2019 is de centrale volledig overgeschakeld op aardgas.

## Geschiedenis

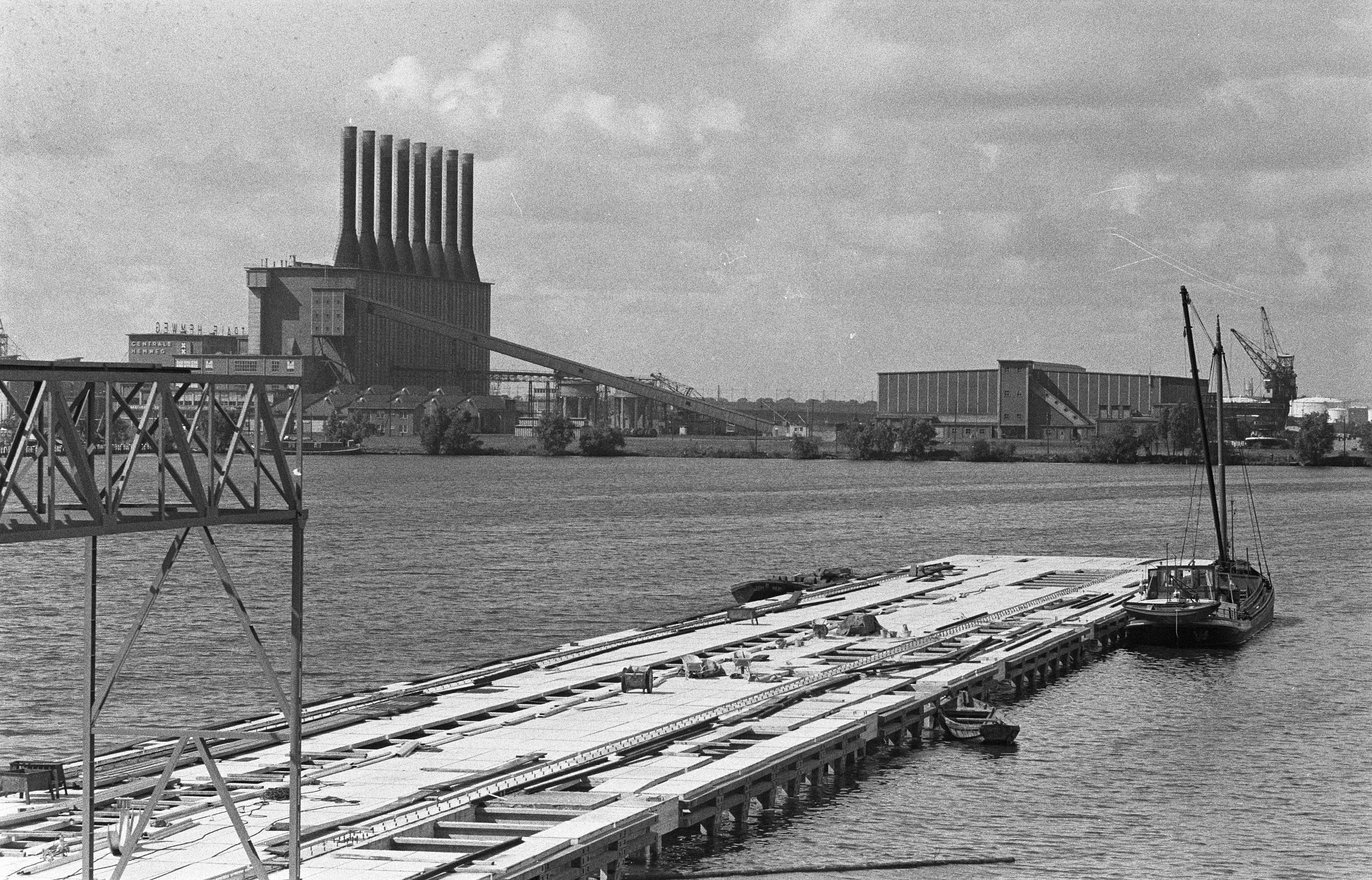
De Hemwegcentrale in 1960.

Met de bouw van de op kolen gestookte Centrale Hemweg, die onder meer de Centrale Noord moest vervangen, werd in 1948 begonnen. Het gebouw werd in opdracht van het GEB Amsterdam ontworpen door de Dienst der Publieke Werken van de gemeente Amsterdam. Aanvankelijk waren vier eenheden voorzien, met de mogelijkheid tot uitbreiding naar acht. Het effectief vermogen was 52,8 MWe per eenheid.
In 1952 werd het eerste deel van de centrale in gebruik genomen en op 3 oktober 1953 werd zij officieel geopend door wethouder B.C. Franke. De maand daarvoor bracht prins Bernhard een bezoek aan de gloednieuwe centrale. Het gebouw, met een markante rij van acht schoorstenen die tot 80 meter hoogte reikten, was tot 1980 beeldbepalend in het Westelijk Havengebied van Amsterdam.
In de jaren zestig werden twee nieuwe eenheden bijgebouwd, eenheid 5 en 6, samen ook wel "Hemweg II" genoemd. Deze eenheden werden in gebruik genomen in 1966 en 1968 en konden aardgas en olie stoken (effectief vermogen 125 MWe per eenheid). De nieuwe schoorsteen was op dat moment met 150 meter het hoogste punt van Amsterdam.

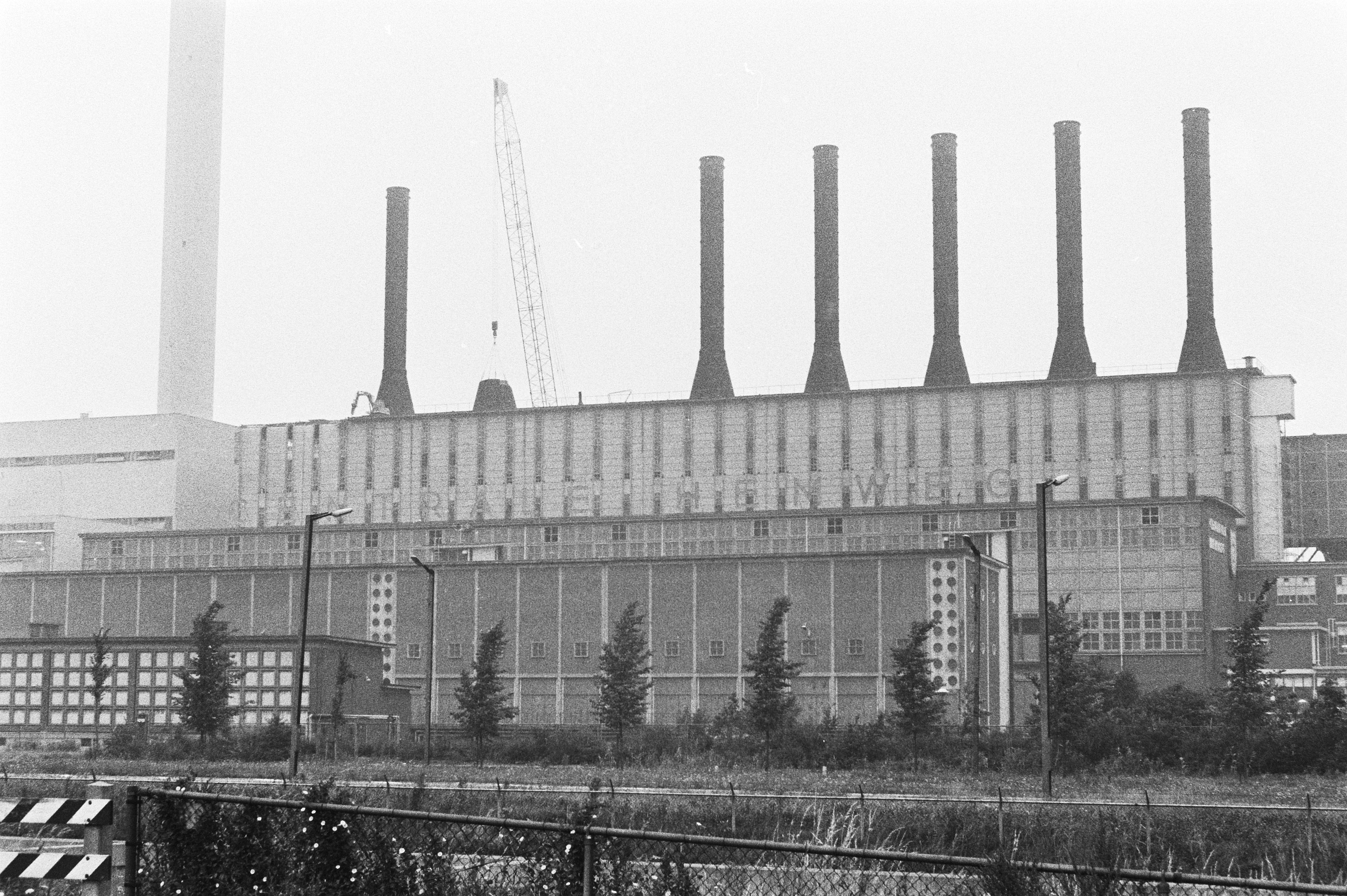
Sloop acht pijpen van de eerste Hemweg-centrale; 28 augustus 1980.

Eind jaren zeventig werd de gasgestookte eenheid 7 gebouwd (soms ook "Hemweg III" genoemd). Deze werd op 17 december 1979 officieel geopend, en het jaar daarop werd "Hemweg I" gesloopt. Alleen het schakelgebouw bleef in gebruik. In 1988 werd een gasturbine aan deze eenheid toegevoegd, die daarmee een combi-centrale werd. De gasturbine kon zowel afzonderlijk draaien (en leverde dan 150 MWe) als samen met de "traditionele" eenheid, en verhoogde dan het maximale effectief vermogen van 511 MWe tot 599 MWe.
In datzelfde jaar ging de centrale over van het GEB Amsterdam naar UNA. In het kader van de Elektriciteitswet 1989 werden productie en distributie gescheiden; de productie-eenheden van het P.E.N. (Noord-Holland), het PEGUS (Utrecht) en het GEB Amsterdam werden ondergebracht in een apart productiebedrijf, UNA (Utrecht, Noord-Holland, Amsterdam), dat gezamenlijk eigendom was van de Provincie Noord-Holland, de gemeente Amsterdam en de N.V. PEGUS, waarin de provincie en de gemeente Utrecht deelnamen.
Eenheid 8 kwam in 1994 in bedrijf en was toen een van de modernste kolengestookte centrales van Europa. De centrale verstookte poederkool, bij vollast ruim 60 kg per seconde voor een effectief elektrisch vermogen van 630 MW. De schoorsteen is 175 meter hoog. In 1996 werden de eenheden 5 en 6 na dertig jaar gesloopt.
In 1999 besloten de aandeelhouders van UNA hun aandelen te verkopen aan het Amerikaanse bedrijf Reliant Energy, waarmee de centrale voor het eerst in particuliere handen kwam. In 2003 nam Nuon de centrale over. In 2009 werd Nuon, na afsplitsing van het netwerkbedrijf, overgenomen door Vattenfall.
In 2006 werd aan eenheid 8 een DeNOx-installatie toegevoegd om de uitstoot van stikstofoxiden (NOx) te beperken. In 2005 stond de centrale nog op nummer 5 in de ranglijst met Nederlandse bedrijven die stikstofoxiden uitstoten, de DeNOx-installatie verkleinde de uitstoot met 80%. Hierdoor ging de totale NOX-uitstoot van Nuon met 35% omlaag.

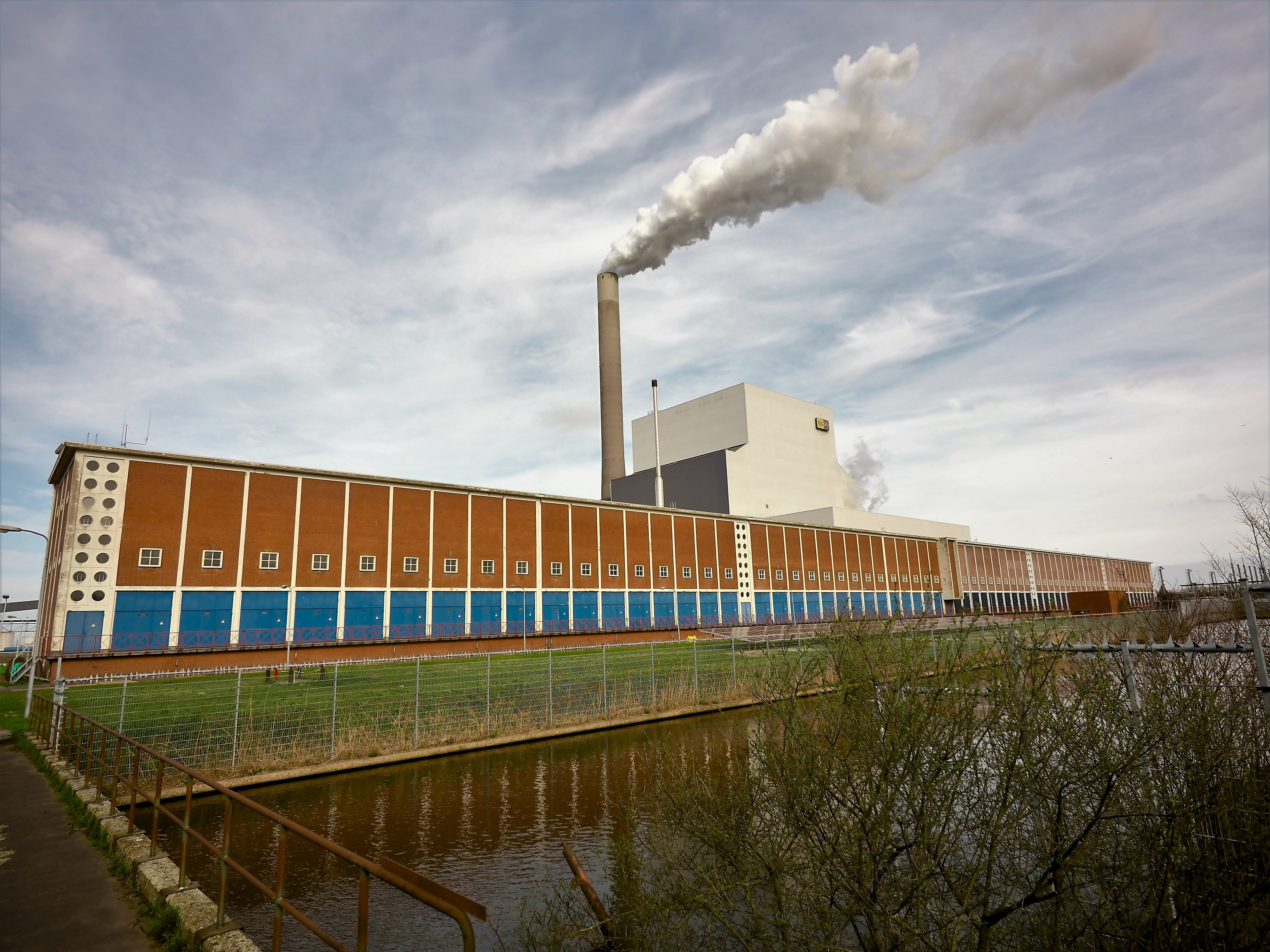
Het uit 1952 daterende schakelgebouw met daarachter eenheid Hemweg 8; 23 maart 2019.

In april 2010 besloot Nuon om de eenheid Hemweg 7 te vervangen door een nieuwe gasgestookte STEG-centrale. De nieuwe centrale, Hemweg 9, heeft een rendement van circa 59%. Deze zogenaamde singleshaft-eenheid levert ca. 435 MWe. Hemweg 9 is geschikt om ook warmte te leveren. Ten tijde van het besluit was er in de nabije omgeving onvoldoende warmtevraag. Zou de vraag stijgen, dan kan de centrale relatief eenvoudig worden aangepast om in de warmtebehoefte te voorzien. Door de productie van warmte kan de energie-efficiëntie verder worden verhoogd. Medio 2012 werd de nieuwe centrale operationeel. Op 1 januari 2013 werd de eenheid Hemweg 7 gesloten na 34 jaar dienst. De centrale werd bijna in zijn geheel gesloopt, alleen het gebouw waarin de gasturbine zich bevond, bleef nog overeind, om te zijner tijd ook gesloopt te worden.

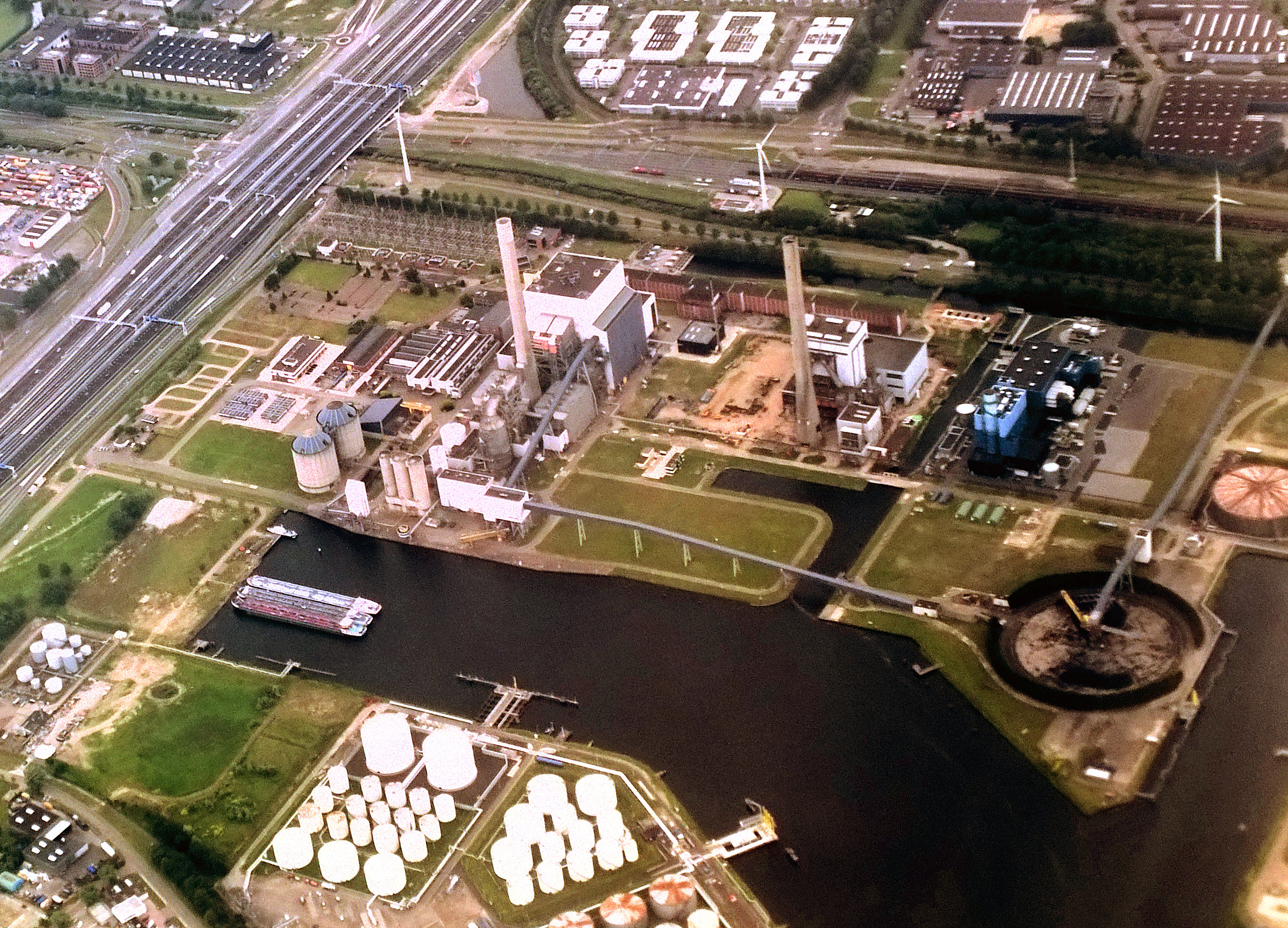
De Hemwegcentrale gezien naar het zuidoosten, juli 2014. Links de Hemweg 8, midden de Hemweg 7 en rechts de Hemweg 9.

Op 18 mei 2018 werd door het kabinet besloten om de Hemwegcentrale en de Amercentrale in Geertruidenberg vóór 2025 te sluiten, tenzij ze dan volledig zouden zijn overgeschakeld op andere brandstoffen. De Hemwegcentrale stootte in 2018 3,6 megaton CO2 uit: bijna 2 procent van de totale Nederlandse uitstoot. Op 8 maart 2019 werd bekend dat de koleneenheid van de Hemwegcentrale eind 2019 zou worden gesloten. In december 2019 werd de nadeelcompensatie voor Vattenfall vastgesteld op 52,5 miljoen euro. Op 21 december 2019 werden de laatste kolen opgestookt, waarna op 23 december 2019 Hemweg 8 buiten bedrijf werd gesteld. Hiermee kwam na 67 jaar een einde aan kolengestookte elektriciteitsproductie aan de Nieuwe Hemweg.

## Huidige situatie
De Hemwegcentrale is sinds 2009 eigendom van de Zweedse Energiemaatschappij Vattenfall. Sinds de sluiting van eenheid Hemweg 8 in december 2019 is de enige actieve centrale Hemweg 9 (aardgasgestookt, maximaal effectief elektrisch vermogen 435 MW).
Vattenfall blijft het terrein gebruiken vanwege Hemweg 9, maar ook om hier een knooppunt voor duurzame brandstoffen als waterstof en synthetische kerosine te ontwikkelen.

## Geraadpleegde literatuur
- Jan Vredenberg, ‘Trotse Kastelen en Lichtende Hallen’: Architectuur van elektriciteitsbedrijven in Nederland tot 1960, proefschrift Katholieke Universiteit Nijmegen, Matrijs, Utrecht, 2003
- Digitale Beeldbank van het Stadsarchief Amsterdam
- N.V. NUON, Centrales cluster Amsterdam, 2008